# Claudio Skármeta
Claudio Skármeta Magri es un economista, empresario y consultor chileno, gerente general del Banco Santander-Chile entre 1994 y 1997.
Se formó en The Grange School de Santiago, desde donde egresó en 1969. Posteriormente, entre 1970 y 1974, cursó la carrera de ingeniería comercial con mención en economía en la Universidad de Chile. Más tarde obtendría un master en economía en Escolatina y un Master of Arts en economía internacional en la Universidad de Lancaster, en el Reino Unido.
Comenzó su vida profesional a comienzos de la década de 1980, como director de supervisión y auditoría de la Superintendencia de Bancos e Instituciones Financieras de Chile. Entre 1986 y 1989, justo después de una grave crisis financiera en el país, ejerció como intendente de bancos en la misma entidad.
En 1990 pasó al sector privado, al incorporarse como controller financiero del Grupo Santander-Chile. Entre 1994 y 1997 se desempeñó como gerente general de la entidad, responsabilidad en la que le tocó enfrentar la fusión con Banco Osorno (1996-1997).
En 1997 asumió como director corporativo de planificación de Santander Chile Holding y luego como gerente general, donde permaneció hasta 1999.
Entre 2001 y 2005 trabajó para Almacenes Paris, donde desarrolló el negocio bancario.
A comienzos de 2008 ingresó como director a AFP Capital.